# أبو بكر الشاطري
شيخ بن أبي بكر بن محمد الشاطري وباختصار أبو بكر الشاطري (ولد 1970 م) قارئ يمني مقيم في جُدَّة، اشتَهَر بصوته العذب وبتلاوته للقرآن الكريم.

## مؤهلاته العلمية
- إجازة في تلاوة القرآن الكريم برواية حفص عن عاصم سنة 1416 هـ.
- ماجستير في المحاسبة سنة 1420 هـ.[4]

## مسيرته في الإمامة
صلى الشاطري في العديد من المساجد مثل: مسجد سعيد بن جبير، ومسجد الراجحي، ومسجد الشعيبي في حي السلامة، ومسجد الفاروق في دبي، والتقوى في الروضة، ومسجد جابر العلي في الكويت، وفي جامع الفرقان في حي النسيم في جدة .